# Generation NEX
Generation NEX är en nytillverkad NES-klon som tillverkas av Messiah Entertainment Inc. Enheten kan om så önskas återge ljudet i stereo till skillnad från originalet. Till enheten passar både NES- och japanska Famicom-kassetter.